# Серант, Роберт
Ро́берт Се́рант (пол. Robert Sierant; 8 июля 1982, Лодзь, Польская Народная Республика) — польский футболист, защитник клуба «Журадовианка».

## Карьера

### Клубная
Воспитанник футбольной школы Лодзи. Играл в составе ФК «Лодзь» до 2010 года, один раз отправлялся в аренду в команду «Колеяж». С 2010 года числится в составе «Хойничанки».

### В сборной
В составе юношеской сборной победил на чемпионате Европы 2001 в Финляндии.